# Uhryń (rejon czortkowski)
Uhryń (ukr. Угринь) – wieś na Ukrainie, w  rejonie czortkowskim obwodu tarnopolskiego, w hromadzie Zawodśke.

## Historia
T. Potocki, właściciel realności w Czortkowie, przez pewien czas był właścicielem dóbr Uhryń.
W II Rzeczypospolitej miejscowość w powiecie czortkowskim województwa tarnopolskiego.
W latach 1943–1945 r. nacjonaliści ukraińscy z OUN-UPA zamordowali tutaj 22 Polaków.

## Religia
- Cerkiew Zaśnięcie Bogurodzicy (1870; Ukraińska Cerkiew Greckokatolicka; murowana).